# Microhyla nilphamariensis
Microhyla nilphamariensis ist ein Froschlurch aus der Gattung Microhyla in der Unterfamilie Echte Engmaulfrösche (Microhylinae) der Familie Engmaulfrösche (Microhylinidae). Er wurde erst 2015 beschrieben und ist über weite Teile des indischen Subkontinents bis nach Bangladesch und Nepal verbreitet.

## Beschreibung
Microhyla nilphamariensis ist ein kleiner Frosch mit einem breiten dreieckigen Kopf, einem schlanken und etwas langgestreckten Körper und einer Kopf-Rumpf-Länge von 17 bis 24 Millimeter. Die Grundfarbe ist hellbraun mit einer dunkelbraunen rautenförmigen Rückenzeichnung, der Bauch ist von cremeweißer Farbe, Brust und Kehle sind hellbraun. Die Gliedmaßen haben dunkle Querstreifen. Die Kopflänge beträgt etwa 77 Prozent der Kopfbreite. Der Abstand der Nasenlöcher von den Augen ist etwa sechsmal so lang wie ihr Abstand zum Maul. Die Zunge ist schmal und elliptisch, das Trommelfell nicht sichtbar. Die Finger sind schlank und ohne verbreiterte Spitzen, zwischen ihnen befinden sich deutlich sichtbare Ansätze von Schwimmhäuten. Die Fingerformel ist 1 < 2 < 4 < 3 und die Zehenformel 1 < 2 < 5 < 3 < 4. Microhyla nilphamariensis ähnelt stark den Arten Microhyla ornata und Microhyla rubra, von denen sie sich durch Größe und Form der metacarpalen und metatarsalen Tuberkel unterscheidet. Im Vergleich mit diesen Arten, deren Köpfe fast ebenso lang wie breit sind, ist der Kopf von M. nilphamariensis deutlich kürzer.

## Verbreitung
Der Typenfundort ist eine Wiese in Koya Golahut (25° 48′ 6,1″ N, 88° 53′ 29,2″ O), Upazila Saidpur, Distrikt Dinajpur in der Division Rangpur, im äußersten Norden von Bangladesch. Morphologisch identische Frösche wurden im Distrikt Nilphamari gefunden. Daher wurde schon früh angenommen, dass die Art über den Typenfundort hinaus verbreitet ist.
Die molekulargenetische Untersuchung von mehr als sechzig neu gesammelten Exemplaren aus vermeintlichen Populationen von Microhyla ornata auf dem ganzen indischen Subkontinent führte zu der Erkenntnis, dass es sich bei vielen Individuen tatsächlich um Microhyla nilphamariensis handelte. Das Verbreitungsgebiet der neuen Art erstreckt sich nunmehr von den indischen Westghats mit den Bundesstaaten Kerala, Karnataka und Maharashtra über die Ostghats (Andhra Pradesh und Odisha) nach Zentral-Indien (Chhattisgarh), Ostindien (Bihar), Nordindien (Delhi, Uttar Pradesh und Uttarakhand), Nordostindien mit einem Teil von Assam bis nach Nepal und Bangladesch. Auch Fundberichte für M. ornata aus Pakistan beziehen sich wahrscheinlich auf M. nilphamariensis.

## Lebensweise
Microhyla nilphamariensis ist nachtaktiv und lebt meist auf feuchten Wiesen mit lockerem Boden in der Nähe kleiner stehender Gewässer. Sie ernährt sich von kleinen Insekten. Die Paarungsrufe der Männchen sind pulsierende Aneinanderreihungen von Lauten über einen Zeitraum von 311,3 bis 368,7 Millisekunden, wobei 10 bis 12 einzelne Laute mit einer Rate von etwa 29 bis 30 Lauten pro Sekunde rasch aufeinander folgen. Die mittlere dominierende Frequenz liegt bei 2,3 Kilohertz. Im Vergleich zu Microhyla ornata hat M. nilphamariensis eine deutlich niedrigere Zahl von Lauten pro Sekunde.

## Systematik
Microhyla nilphamariensis ist eine von mehr als vierzig Arten der Gattung Microhyla, die über weite Teile Asiens von den Ryūkyū-Inseln im Norden über China bis Indien und Sri Lanka im Südwesten und Indonesien im Südosten verbreitet sind. Innerhalb der Gattung ist Microhyla chakrapanii von den Andamanen die nächstverwandte Art. Microhyla und sechs weitere Gattungen bilden die Unterfamilie der Eigentlichen Engmaulfrösche (Microhylinae), die wiederum mit etwa zwölf weiteren Unterfamilien der Familie Engmaulfrösche (Microhylidae) angehört. Zu den Engmaulfröschen gehören mehr als 650 Arten.

### Erstbeschreibung
Im 25. Band der Encyclopedia of Flora and Fauna of Bangladesh wurden 2009 für die Gattung Microhyla nur die drei Arten Microhyla ornata, Microhyla berdmorei und Microhyla rubra angegeben. Die 2012 veröffentlichte molekulargenetische Untersuchung von Froschlurchen Bangladeschs durch eine Gruppe von Biologen um den Herpetologen Mahmudul Hasan von der Universität Hiroshima führte zu der Erkenntnis, dass neben diesen drei Arten drei kryptische Arten existieren, von denen eine in die Verwandtschaft der südasiatischen Arten um Microhyla ornata gehört. Diese nach der Herkunft der untersuchten Individuen provisorisch Microhyla cf. ornata (Dinajpur, Bangladesh) oder Dinajpur haplogroup genannte Gruppe unterscheidet sich auch morphologisch von M. ornata und allen anderen Arten der Gattung. Ihre Erstbeschreibung als Microhyla nilphamariensis erfolgte 2015 durch eine Gruppe um den Herpetologen Mohammad Sajid Ali Howlader.
Der Holotyp ist ein im Juni 2012 am Typenfundort gefangenes adultes Männchen, das sich mit sechs adulten weiblichen Paratopotypen in der Sammlung des Naturhistorischen Zentralmuseums der Universität Helsinki befindet. Der Artname nilphamariensis bezieht sich auf den Distrikt Nilphamari, in dem sich der Typenfundort befindet.